# Сомото
Сомо́то (ісп. Somoto) — місто на північному заході Нікарагуа. Адміністративний центр департаменту Мадрис. Населення 20,3 тис. (2005).
Розташоване приблизно за 150 км на північ від столиці країни Манагуа, біля кордону з Гондурасом.

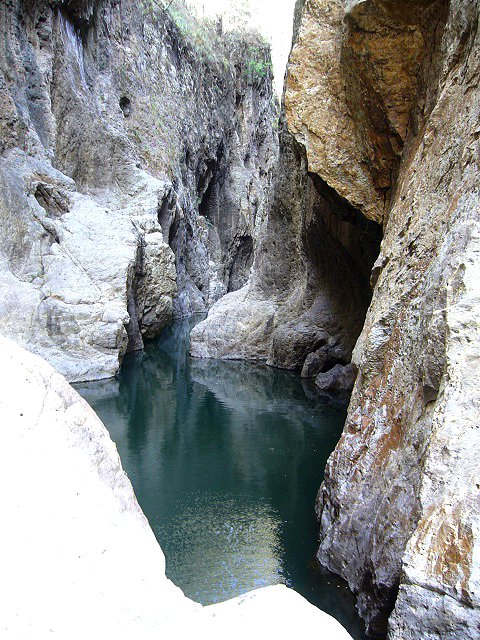
Каньйон Сомото

У місті є церква, побудована в 1661 році. Недалеко від Сомото проводяться археологічні розкопки, чиї матеріали представлені в місцевому музеї. За декілька кілометри знаходиться каньйон Сомото - одна з туристичних визначних пам'яток Нікарагуа. У листопаді в місті святкується карнавал.